# Mediocalcar versteegii
Mediocalcar versteegii är en orkidéart som beskrevs av Johannes Jacobus Smith. Mediocalcar versteegii ingår i släktet Mediocalcar och familjen orkidéer.

## Underarter
Arten delas in i följande underarter:
- M. v. amphigeneum
- M. v. intermedium
- M. v. versteegii
- M. v. vulcanicum